# Zvezden, Kărdjali
Zvezden (în bulgară Звезден) este un sat în comuna Kărdjali, regiunea Kărdjali,  Bulgaria. 

## Demografie
Componența etnică a satului Zvezden
     Turci (98,46%)
     Nicio identificare (1,53%)
     Altele (0%)
La recensământul din 2011, populația satului Zvezden era de 130 locuitori. Din punct de vedere etnic, majoritatea locuitorilor (98,46%) erau turci. Pentru 1,53% din locuitori nu este cunoscută apartenența etnică.